# Autophila rosea
Autophila rosea är en fjärilsart som beskrevs av Rothschild. Autophila rosea ingår i släktet Autophila och familjen nattflyn. Inga underarter finns listade i Catalogue of Life.